# Georgetown (Terre-Neuve-et-Labrador)
Pour les articles homonymes, voir Georgetown.
Georgetown est une ville située sur la péninsule d'Avalon de l'île de Terre-Neuve dans la province de Terre-Neuve-et-Labrador au Canada.

## Annexe